# Berliet Cruisair
Le Cruisair est un autocar Berliet de ligne et de tourisme présenté au Salon de l'automobile de Paris en 1968 après avoir présenté un prototype l'année précédente. Le Cruisair remplaçe la gamme PH vieillissante et fut proposé en 2 longueurs : 10 et 11 mètres. C'est l’un des derniers autocars du constructeur lyonnais à arborer le logo Berliet, avant le regroupement des marques Berliet-Saviem en 1978 qui donnera naissance à Renault Véhicule Industriel. 
Le Berliet Cruisair a été présenté en 2 versions :
- Cruisair 2 - autocar de 9,30 mètres de longueur,
- Cruisair 3 - autocar de 11,0 mètres.

Le Cruisair 4 de 12 métres ne verra jamais le jour, trop long et trop lourd, ce sera son successeur, le Berliet PR 14.

## Histoire
Après avoir laissé longtemps sur le marché les modèles PH, le constructeur se lance dans la conception d'un autocar moderne capable d'affronter ses concurrents français mais bientôt européens avec la rapide disparition des droits de douane dans le marché commun.
Le constructeur voulait avant tout reconquérir le marché très convoité et rentable des autocars de tourisme en présentant, avant que le véhicule ne soit réellement prêt, le prototype du Cruisair en 1967. Il le voulait fiable, confortable, rentable et « répondant aux désirs de toute la clientèle ». Le bien-être des passagers a été effectivement soigné avec des fauteuils à têtières et accoudoirs relevables qui permettent, grâce au bruit contenu du moteur placé à l'arrière et la douceur de la suspension, de voyager agréablement même lors de longues étapes. Trouvent place 32 à 49 passagers selon le modèle choisi et la disposition des sièges. L'habitacle bénéficie d’une visibilité parfaite jamais vue dans un autre modèle de la marque. La soute peut accueillir un volume important de bagages, entre 3,6 et 6,5 m3. C'est le premier autocar français à faire preuve d’une telle générosité.
Bien isolé thermiquement, le Cruisair offre un chauffage bien réparti et une aération individualisée par diffuseurs orientables. Le conducteur n’est pas en reste avec un poste de conduite traité dans le style automobile avec une visibilité parfaite. On ne peut que se féliciter de l'effort accompli pour le différencier des camions. La tenue de route rend la conduite sûre avec la suspension "Airlam" et le ralentisseur électromagnétique "Telma".
Le châssis poutre est constitué d'un cadre droit à deux longerons en U, entretoisés avec des traverses centrales de renforts en X rivetées sur le cadre. Le moteur est placé à l’arrière, comme sur les autocars européens. Moteur Berliet V-800 de 6,92 litres de cylindrée développant 175 ch ou un V6 "Général Motors" 2 temps développant 200 ch.
Malheureusement, l'autocar "Cruisair" n’est pas exempt de défauts : placages d’aluminium favorisant la corrosion de parties métalliques, emploi de pièces en plastiques un peu « légères ». Certaines solutions techniques ont mal été étudiées, comme la position du conducteur très peu ergonomique, cascades de courroies du moteur trop sensibles à la casse, freinage oléopneumatique à double circuit sous une pression d’air de 17 bars, efficace mais parfois trop brutal, freinage de secours et de parking très mal étudiés, frein de parking ayant tendance à rester bloqué inopinément.
Ces soucis et pannes à répétition ont entravé son succès commercial. La marque "Berliet" aurait pu en tenir compte sur les modèles suivants, mais elle fut intégrée en Synergie dans le groupe Renault en 1978.